# Verner Panton
Pour les articles homonymes, voir Panton.
Verner Panton, né le 13 février 1926 à Gentofte et mort le 5 septembre 1998 à Copenhague, est un designer danois, considéré comme l'un des plus influents du XXe siècle. Au cours de sa carrière, il a créé des objets au design innovant et avant-gardiste. Il avait une prédilection pour tout ce qui permettait de s'asseoir, et utilisait couramment le plastique avec des couleurs vives et des formes généreuses. Ses créations ont profondément marqué les années 1960.

## Biographie

Chaise Panton

Verner Panton a d'abord reçu une formation d'ingénieur architecte à Odense. Puis, il a étudié à l’Académie royale des beaux-arts de Copenhague. Pendant les deux premières années de sa carrière, 1950-1952, il collabore avec Arne Jacobsen, un autre célèbre architecte et designer danois, notamment sur la fameuse chaise Ant. Verner Panton, connu pour être un « enfant terrible », arrête sa collaboration avec Arne Jacobsen et fonde en 1955 son propre studio de création.
À la fin des années 1950, ses chaises deviennent de moins en moins conventionnelles, les pieds disparaissent et les dossiers s'estompent. Par exemple, un de ces premiers fauteuils K1 est un cône. Par la suite, il déclinera de nombreuses fois cette idée.  
En 1959 ou en 1960, Panton commence à développer ce qui deviendra la Chaise Panton. Les premiers modèles sont fabriqués en polyester renforcé à la fibre de verre. La forme de cette chaise lui permet d’être empilable et facilement déplaçable. En 1967, elle devient la première chaise fabriquée par le procédé de moulage par injection de mousse de polyuréthane. Les technologies actuelles ont cependant permis que la Panton Chair puisse également être fabriquée selon un procédé d’injection avec du polypropylène. Elle est toujours produite en série par Vitra et est devenue sa création la plus célèbre. Cette chaise, par sa forme monobloc en « porte-à-faux » est directement inspirée par la chaise Zig Zag de Gerrit Rietveld. Panton avait déjà réalisé la chaise 276 S en reprenant la forme de la chaise Zig Zag.
Vers la fin des années 1960, Verner Panton délaisse un temps la création d'objets pour s'adonner à la conception d'environnements domestiques que l'on pourrait qualifier[style à revoir] de « psychédéliques » car formant des ensembles colorés, composés de formes incurvées, de murs tapissés et de lumière, le tout occupant l'intégralité de l'espace disponible, du sol au plafond. Un des exemples les plus remarquables est la conception de l'intérieur du paquebot Loreley à Cologne en 1970, à la demande de Bayer AG. Verner Panton s'inspire alors de la Terre et du corps humain. Son concept était : « La maison de demain ». Par la suite, ce bateau deviendra un musée. En Allemagne toujours, il a décoré les bureaux du journal Der Spiegel et aménagé sa cafétéria. Celle-ci a été reconstruite en grande partie en 2012 au Musée des Arts et Métiers de Hambourg où elle est conservée et ouverte au public. Une autre de ses créations célèbres est l'hôtel Astoria de Trondheim en Norvège, aux motifs circulaires et aux objets cylindriques.
Aujourd'hui, ses créations les plus célèbres sont toujours en production et en exposition au musée du design Vitra, à Weil am Rhein dans le sud de l'Allemagne.

## Travaux de design remarquables
- Les sièges Cone (1958) : K1, K2, K3
- Le siège Panton Chair (1967)
- Le siège Living tower (1968-1969)
- Visiona 2, 1970
- Bayer exposition ships Visiona O + II, Köln, 1968, 1970[3]